# Segovia római vízvezetéke
Segovia római vízvezetéke, pontosabban vízvezetékhídja (spanyolul Acueducto de Segovia) az Ibériai-félsziget egyik legjelentősebb római kori műemléke. A kasztíliai város jelképe, amely a címerében is szerepel. 1985-től – az óvárossal együtt – a világörökség részét képezi.

## Története
Mivel nincs rajta olvasható felirat (bár a tetején egykor volt), építésének ideje nem dönthető el egyértelműen, de a kutatók az I. század második felére vagy a II. század első éveire teszik. Így feltehetőleg Vespasianus vagy Nerva uralkodása alatt épült. Magának Segoviának az alapítási ideje sem ismert. A római hódítás előtt a vacceusok nevű ókelta törzs lakta a területet. Az ideküldött római csapatok letelepedtek a városban, mely a cluniai provinciaközponthoz (conventus iuridici) tartozott.

## Leírása

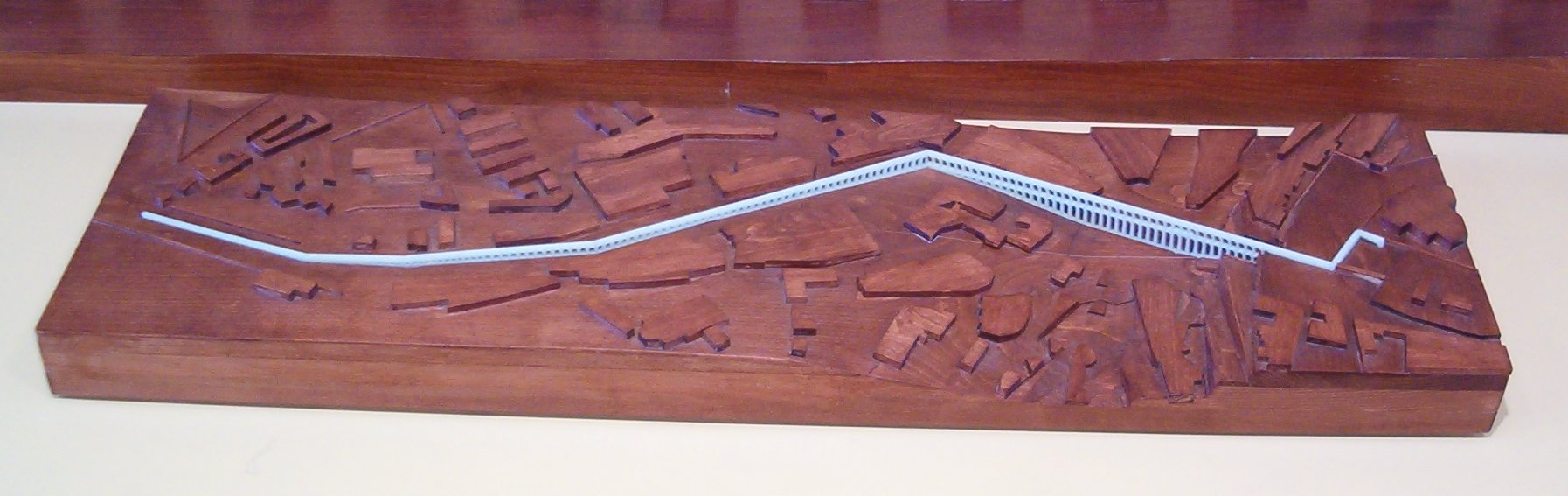
A vízvezetékhíd útvonalának modellje

A vízvezeték a környező hegyekben, a várostól kb. 17 kilométerre található Fuenfría forrástól szállítja a vizet, a városba érkezése előtt még 15 kilométeren fut. A vizet először az El Caserón („Nagy Ház”) nevű víztartályban gyűjtik, amely egy csatornán keresztül a Casa de Aguas („A vizek háza”) nevű víztoronyba jut, ahol egy természetes derítőn folyik keresztül, mielőtt folytatná az útját. Ezután 728 méteren át egyszázalékos emelkedőn keresztül fut egészen a Postigo-ig – egy sziklás domb, amelyre az óváros épült a segoviai erőd (Alcázar) köré. Előtte, a Díaz Sanz téren az építmény éles szögben megtörik, majd az Azoguejo tér felé veszi az irány, ahol teljes pompájában ragyog. A legmagasabb (legmélyebb) pontján 28,5 méterre emelkedik ki a talajtól (közel 6 méteres alapzattal) és két sor boltívből áll, amelyek pillérekre támaszkodnak. Összesen 167 boltíve van; a városba érkezésétől a Día Sanz térig 75 egyszerű boltívvel rendelkezik, majd 44 dupla soros (vagyis 88 darab), amelyeket még négy egyszerű boltív követ.

## Szerkezete

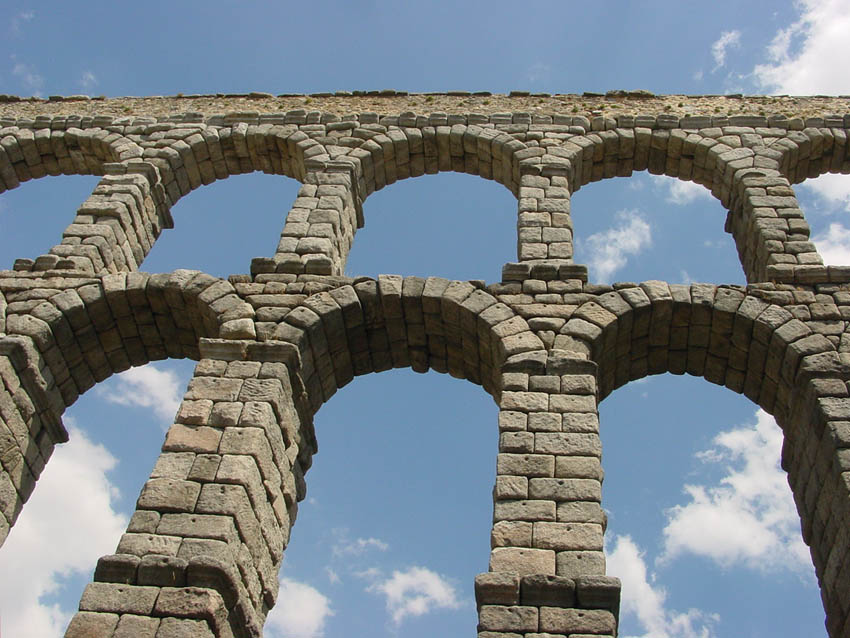
A vízvezeték látványa alulról

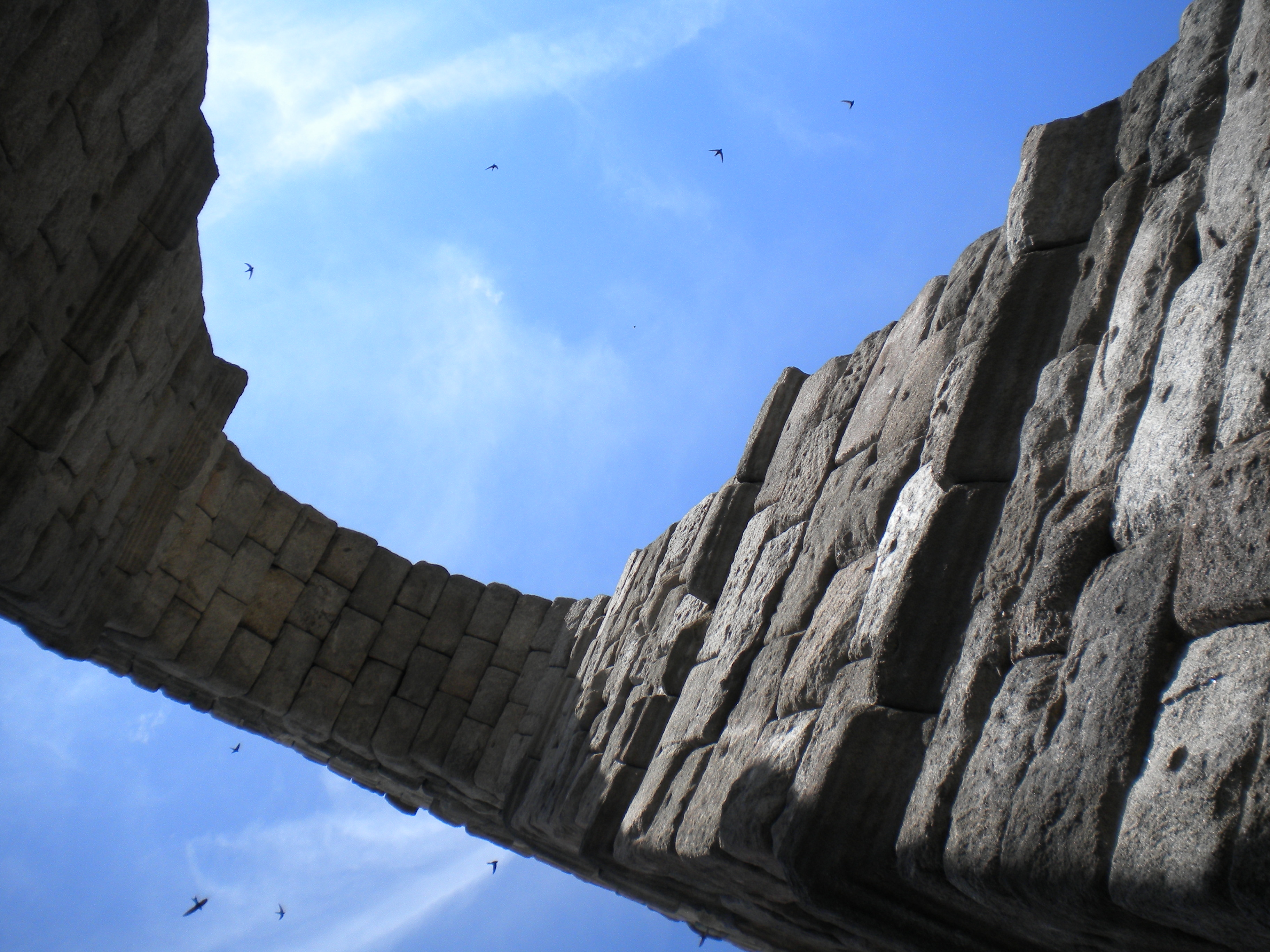
Segovia római vízvezetéke

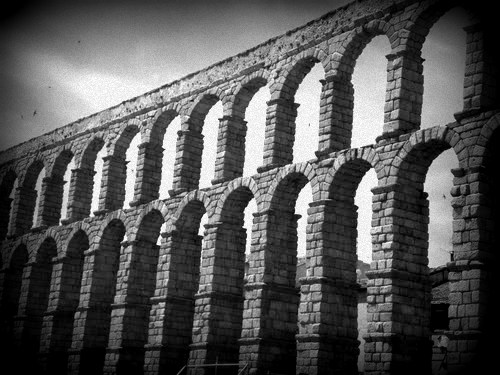
Segovia római vízvezetéke

A vízvezetékhíd első szakaszában 36 hegyes boltív tűnik fel, amelyet a 15. században építettek újjá, hogy restaurálják az arabok által 1072-ben lerombolt részt. A felső szinten a boltívek belvilága 5,10 méter, ahol a pillérek alacsonyabbak és keskenyebbek, mint az alsó szinten. Az építmény teteje egy attikából áll, amelyben a 180 × 150 cm-es U alakú vízszállító csatorna fut, az alsó szinthez illeszkedve azokon a részeken, ahol talajszintkülönbség van. Az alsó szinten a boltívek belvilága 4,50 méter körüli, s a pillerek vastagsága lépcsőzetesen csökken lentről felfelé: a koszorúnál 1,8 × 2,5 méter, míg az alapnál elérik a 2,4 × 3 métert. Az építmény Vitruvius 1. század közepén kiadott De Architectura („Az építészetről”) című művében meghatározott elveket követi.

## Építése
A vízvezetékhíd vakolatlan, téglaszerű gránittömbökből épült. A római korban a három legmagasabb boltíven bronz betűs felirat állt, amely az építő nevét és az építés dátumát jelezte. Ebből ma még két falmélyedés látható, az építmény mindkét oldalán egy-egy. Az egyikről úgy tudni, hogy az Egyiptomi Herkules képét tartalmazta, aki a legenda szerint a várost alapította. A másik falfülkében most Segovia védőszentje, a Virgen de la Fuencisla, valamint San Esteban képe található.

## Későbbi története

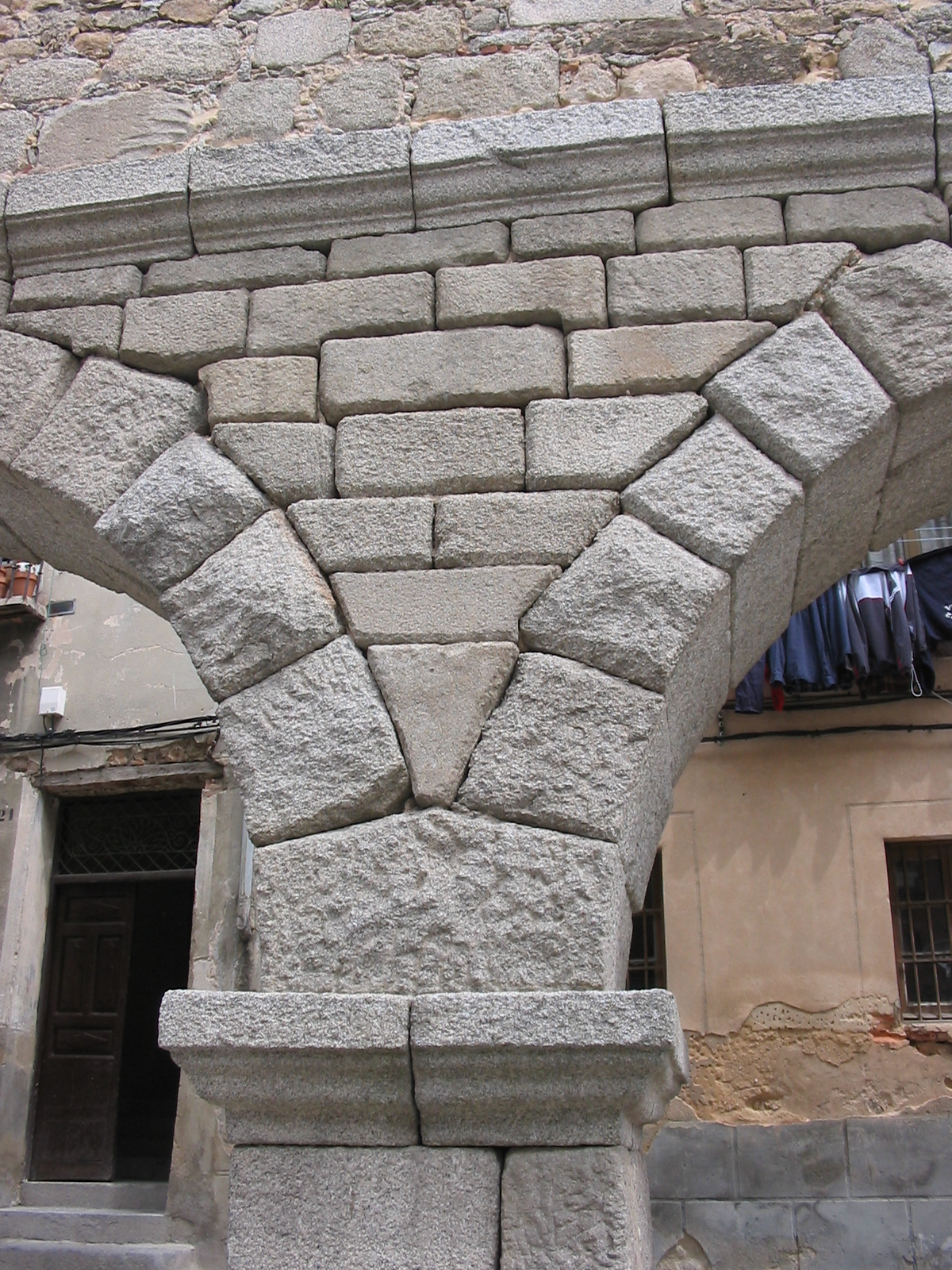
Az egyik helyreállított szakasz részlete

A vízvezetékhíd első felújítására Aragóniai Ferdinánd és Kasztíliai Izabella (a „katolikus királyok”) uralkodása alatt került sor. A terv vezetője Don Pedro Mesa, a környékbeli Jerónimos del Parral kolostor házfőnöke volt. Összesen 36 boltíved építettek újjá, fokozottan ügyelve arra, hogy ne változzon meg az eredeti szerkezet és stílus. Később, a 16. században a középső falmélyedések és a fentebb említett szobrok a helyükre kerültek. December 4-én, Szent Borbála, a fegyveres erők védőszentjének napján a helyi katonai akadémia kadétjai a szűz szobrát betekerik a spanyol zászlóval.
A vízvezeték a város legjelentősebb építészeti műemléke. Századokon át működött, és megőrizte kiváló állapotát. Segoviába, főként az Alcázarba szállított vizet egészen a közelmúltig. A 20. században a vízvezetékhíd elhasználódott a tüzelőanyagokból és az autókból származó légszennyezés miatt. Az utóbbiak egykor a boltívek alatt haladtak át. A gránit természetes eróziója szintén igénybevette a szerkezetet az évek során. A közhiedelemmel ellentétben a forgalom okozta rezgések nem károsítják az építményt a nagy tömege miatt. A restaurációs tervek Francisco Jurado felügyeletével 1997 óta folyamatban vannak, hogy biztosítsák a vízvezetékhíd túlélését. Az felújítás alatt a közlekedési utakat újratervezték, és az Azoguejo teret gyalogos sétálózónává alakították.

## A legenda

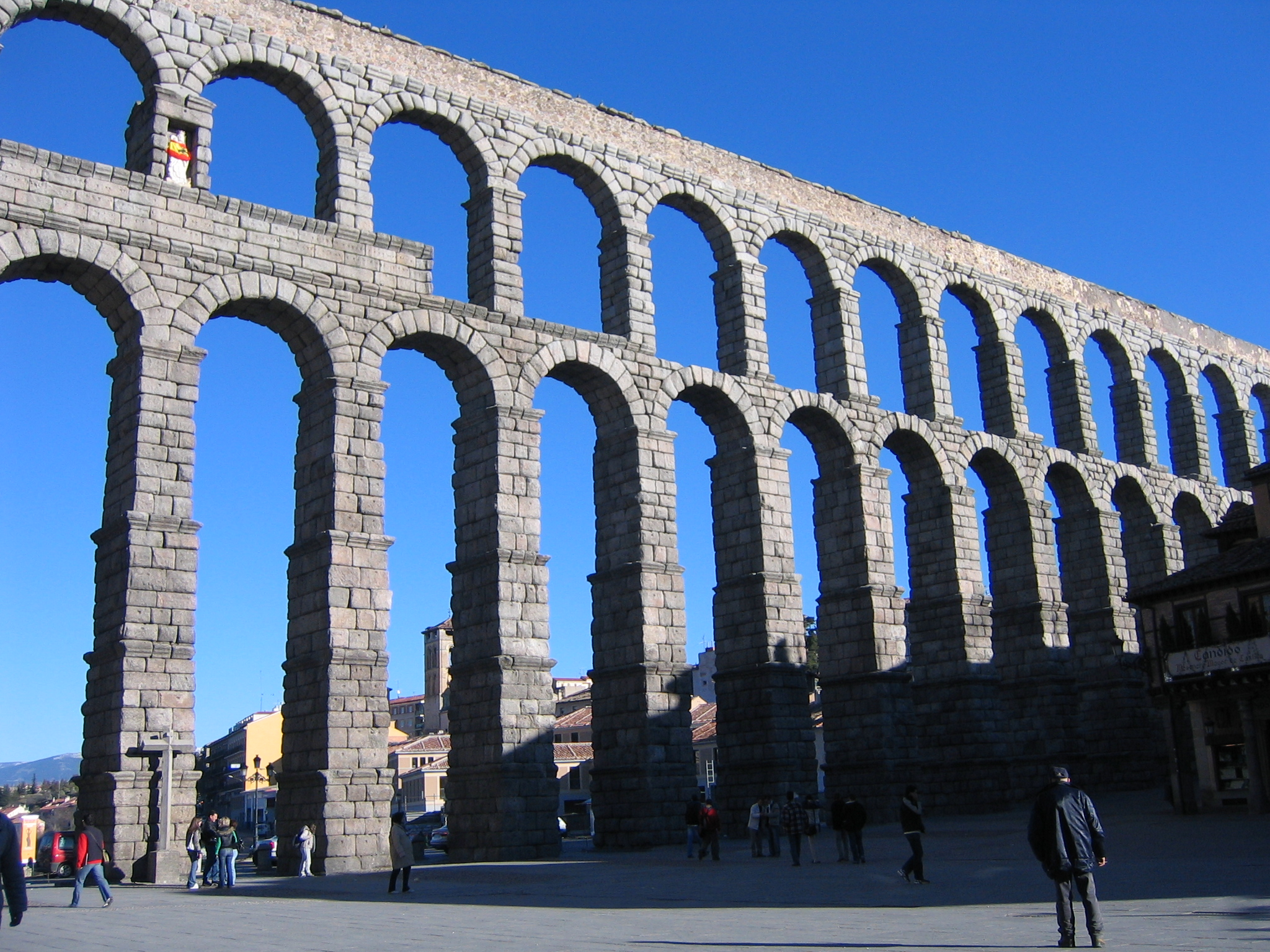
A vízvezeték látképe

Egy népszerű legenda szerint inkább a lustaságnak, mint a rómaiaknak volna köszönhető a vízvezeték. Egy vízhordó asszonynak elege lett abból, hogy a zsúfolt utcákon kell oldalaznia a korsójával, ezért egyezséget kötött az ördöggel: övé lehet a lelke, ha a víz az ajtaja elé jön, mire a kakas kukorékol. Éjszakára hatalmas vihar rohanta meg a várost. Senki se tudta, csak az asszony, hogy ez a vihar nem hétköznapi vihar, hanem maga az ördög, éppen teljesíti a rá eső részt a szerződésből. Az asszony azonban már nagyon megbánta a dolgot, egész éjjel imádkozott, hogy ne kelljen neki is állnia a szavát. A legenda szerint, a kakas alig valamivel előbb kukorékolt azon a hajnalon, mint hogy szegény ördög el tudta volna helyezni az utolsó követ a vízvezetékben, és így a nő lelke megmenekült.
Megvallotta bűnét a polgároknak, akik boldogan fogadták a város új ékességét, csak előbb még bőségesen meglocsolták szenteltvízzel az építményt a biztonság kedvéért. Minthogy csodának tartották az esetet, a vezeték tetejére felállították a Szent Szűz és Szent István szobrát a nő lelke megmenekülésének emlékére.

## Források

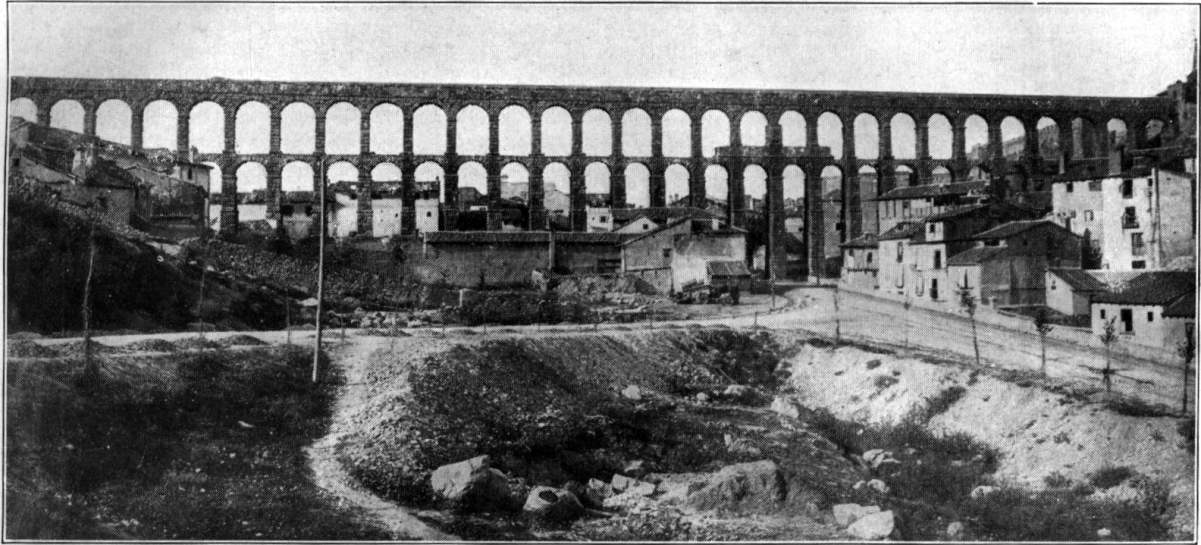
1911-es látkép

## Lásd még
- Római vízvezeték
- Vitruvius